# عقداء
العَقْدَاء أو خَاتَم سليمان أو كَثِير الرُّكَب أو كَثِير العُقَد أو خاتم سليمان المخزني (باللاتينية: Polygonatum)هي جنس نباتي يتبع الفصيلة السفندرية (باللاتينية: Ruscaceae). يضم حوالي 50 نوعًا من النباتات. العَقداء العطرية (باللاتينية: Polygonatum odoratum) هي النوع الوحيد منها الموجود في الوطن العربي (في المغرب العربي).

## من أنواعها
- العَقداء الثنائية الأزهار (باللاتينية: Polygonatum biflorum)
- العَقداء الدوارية (باللاتينية: Polygonatum verticillatum)
- العَقداء السيبيرية (باللاتينية: Polygonatum sibiricum)
- العَقداء الشرقية (باللاتينية: Polygonatum orientale)
- العَقداء الشعثاء (باللاتينية: Polygonatum hirsutum)
- العَقداء العديدة الأزهار (باللاتينية: Polygonatum multiflorum)
- العَقداء العريضة الأوراق (باللاتينية: Polygonatum latifolium)
- العَقداء العطرية (باللاتينية: Polygonatum odoratum) في المغرب العربي وأوروبا
- العَقداء المتغيرة (باللاتينية: Polygonatum commutatum)
- العَقداء المنتفخة (باللاتينية: Polygonatum inflatum)
- العَقداء المنجلية (باللاتينية: Polygonatum falcatum)
- العَقداء المنحنية (باللاتينية: Polygonatum cyrtonema)
- العَقداء المنخفضة (باللاتينية: Polygonatum humile)
- العَقداء الهجينة (باللاتينية: Polygonatum hybridum)